# Hemieuxoa coronata
Hemieuxoa coronata är en fjärilsart som beskrevs av Márton Hreblay och Ronkay. Hemieuxoa coronata ingår i släktet Hemieuxoa och familjen nattflyn. Inga underarter finns listade i Catalogue of Life.